# 阿潘戈

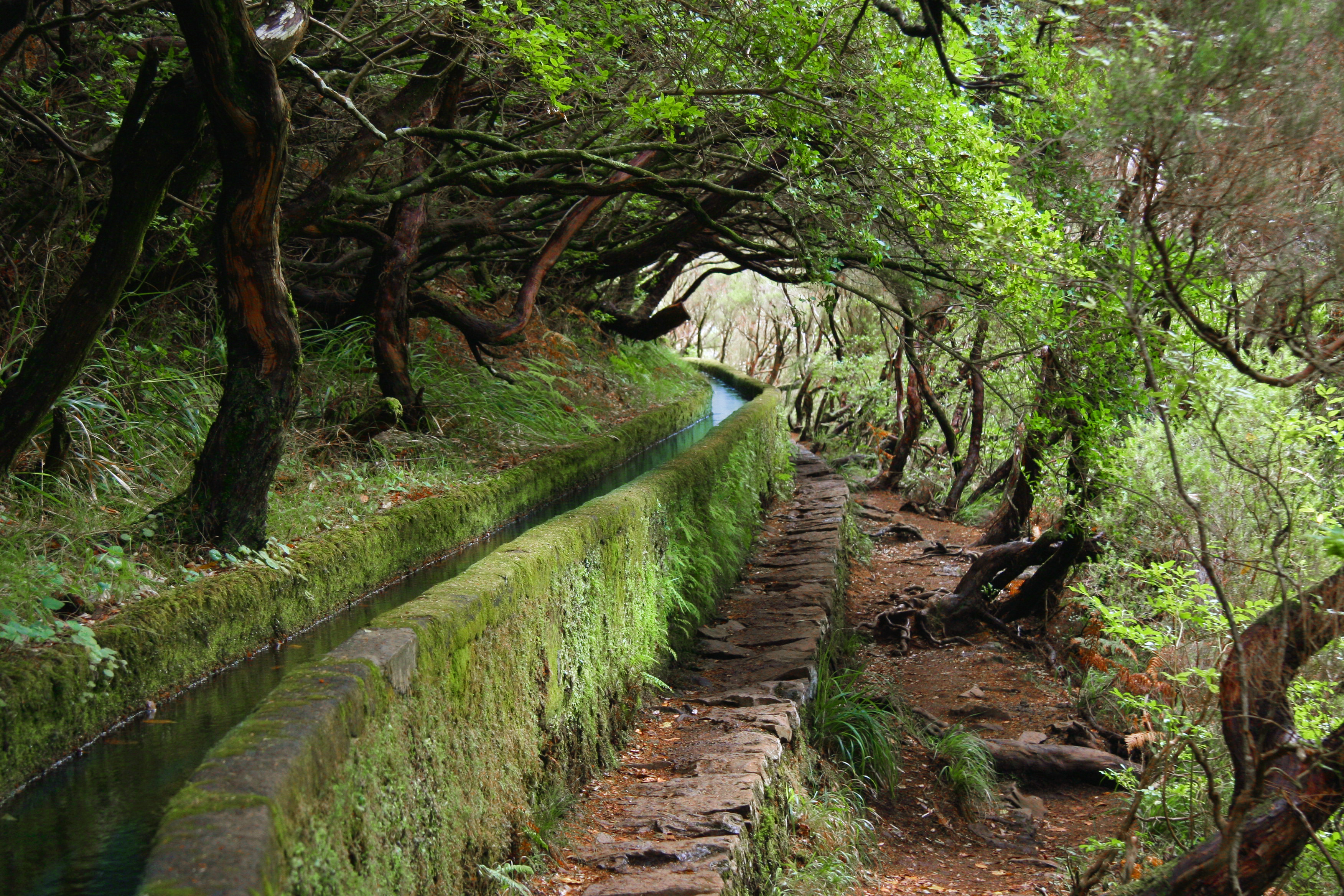
阿潘戈

阿潘戈是墨西哥的格雷罗州的一个小村庄，人口3987人。 

## 历史
它成立于十七世纪晚期，一个古河道附近。

## 宗教
阿潘戈的大多数的人口是天主教徒，其他宗教主要是新教。